# Hans-Vogt-Filmpreis
Mit dem Hans-Vogt-Filmpreis der Stadt Rehau soll an die Pionierleistung des im Rehauer Ortsteil Wurlitz geborenen und aufgewachsenen Ingenieurs Hans Vogt erinnert werden, der entscheidend an der Erfindung des Tonfilms beteiligt war und für eine neue Ära in der Geschichte des Kinos sorgte. Der Preis wird bei den Hofer Filmtagen verliehen und ist mit 5.000 Euro dotiert. Verliehen wird er an Filmschaffende, die innovativ und sorgfältig um den Ausdruck und die Qualität ihres Filmtones besorgt sind. 

## Preisträger
| Jahr | Preisträger                          |
| ---- | ------------------------------------ |
| 2012 | Antje Starost & Hans Helmut Grotjahn |
| 2013 | Edgar Reitz                          |
| 2014 | Wim Wenders                          |
| 2015 | Michael Verhoeven                    |
| 2016 | Doris Dörrie                         |
| 2017 | Dominik Graf                         |
| 2018 | Veit Helmer                          |
| 2019 | Caroline Link                        |
| 2020 | Emily Atef                           |
| 2021 | Asteris Kutulas                      |
| 2022 | Chris Kraus                          |
| 2023 | Günter Schwaiger                     |
| 2024 | Annette Focks                        |